# Janez Florjančič
Janez Florjančič, slovenski inženir strojništva, * 24. december 1925, Maribor, † 8. marec 2022, Maribor.
Leta 1954 je diplomiral na Tehniški fakuleti v Ljubljani in 1978 doktoriral na tehniški fakulteti Univerze v Gradcu. Po odsluženem vojaškem roku se je leta 1955 zaposlil v Tovarni avtomobilov Maribor, sprva je bil konstruktor, nato koordinator za tovornjak Deutz, bil tudi vodja oddelka za preizkušnje vozil in nazadnje glavni projektant novih tovornjakov. Vodil je razvoj družine vojaških vozil TAM 110. Leta 1979 je prejel Kraigherjevo nagrado.